# トマス・モーリー
トマス・モーリー （Thomas Morley、1557年 - 1602年）は、ルネサンス音楽末期のイギリスの作曲家である。
イングランド東部のノリッジ生まれ。イングリッシュ・マドリガルの作曲家であり、早い時期から多くの快活明快なマドリガルやバレットを作曲した。モーリーのバレットは、イタリアのジョヴァンニ・ガストルディのバレットに習ったものであるが、それを英語にあったイギリス独自のものに発達させた。

## メディア
- It was a lover and his lass